# Chiesa di Sant'Apollinare in Veclo
La chiesa di Sant'Apollinare in Veclo è un luogo di culto cattolico della città di Ravenna. Insieme alla chiesa di San Carlino e alla chiesa di Santa Maria Maddalena, è uno degli edifici di culto più piccoli ancora attivi della città.

## Origine del nome

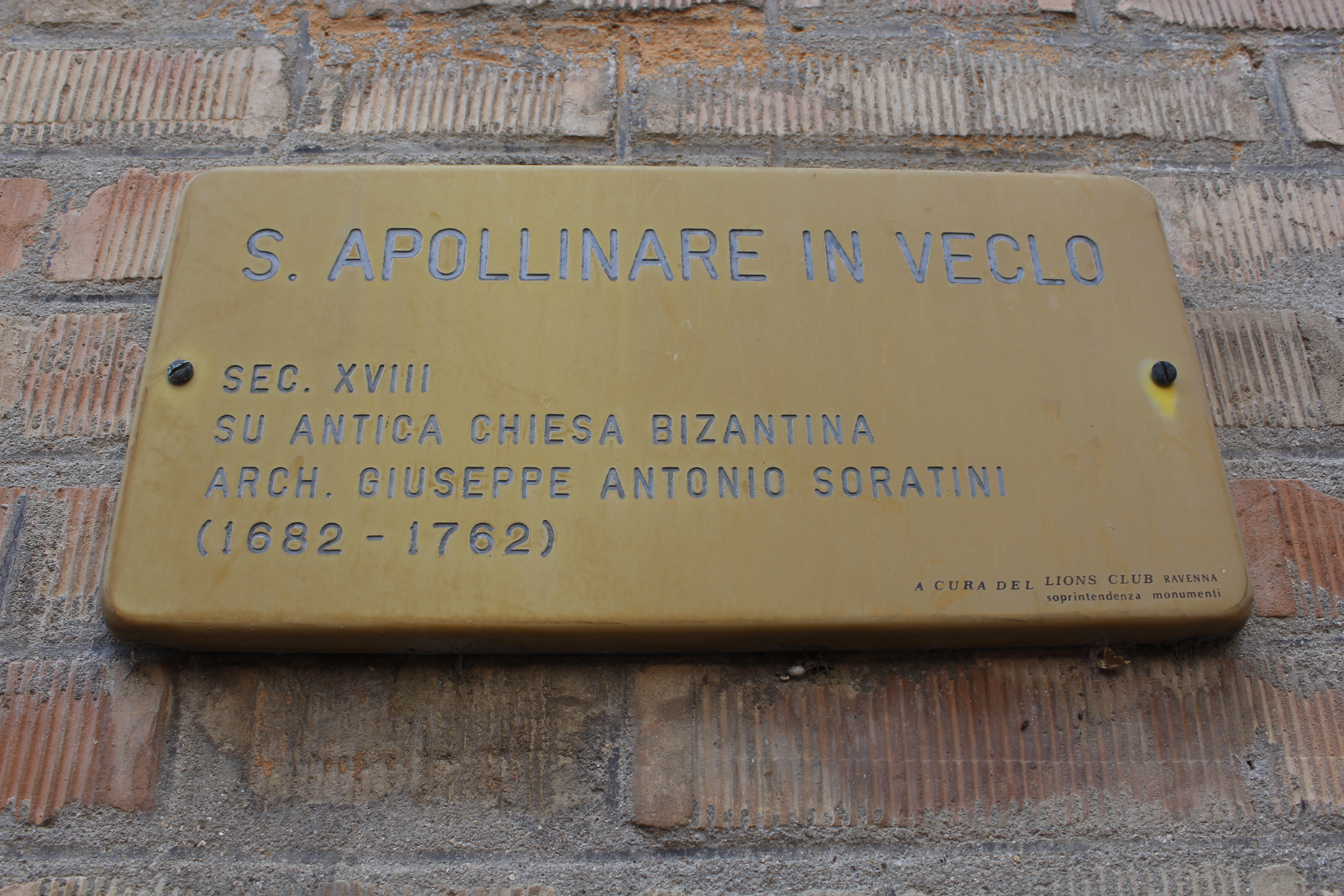
Targa apposta sull'edificio

Il nome In Veclo può avere due significati: 
- il primo significato può essere quello di vecchio, dato per differenziare questa chiesa da quella di Sant'Apollinare Nuovo;
- il secondo significato invece, potrebbe essere quello di vicolo, proprio per la posizione in cui si trova la chiesa, in un vicoletto che collegava la chiesa di San Giovanni Battista col complesso monumentale di San Vitale.

## Descrizione
Il sagrato dell'edificio non è direttamente accessibile dal vicolo, dal quale è separato per mezzo di un muro di cinta. Vi si accede attraverso un grande cancello.
La facciata della chiesa, in mattoni è molto semplice: sui due lati si trovano due paraste per ciascuno, mentre al centro, nella parte inferiore si trova il portale d'accesso e nella parte superiore una finestra che è la principale fonte di illuminazione naturale dell'edificio.
L'interno presenta una pianta a croce greca; di fronte all'ingresso si trova l'altare di sant'Apollinare mentre nelle ali laterali si trovano due nicchie. Quella di destra ospita una statua della Madonna, mentre nella nicchia di sinistra è collocato l'odierno altare maggiore. L'orientamento della chiesa, con l'altare principale sul lato sinistro, si deve alla sua trasformazione da chiesa parrocchiale a chiesa delle suore clarisse cappuccine.